# Марк Корнелій Цетег (консул 204 до н. е.)
Марк Корнелій Цетег (241—196 роки до н. е.) — політичний, державний та військовий діяч Римської республіки, консул 204 року до н. е., цензор 209 року до н. е., видатний красномовець свого часу.

## Біографія
Походив з патриціанського роду Корнеліїв. Син Марка Корнелія Цетега. 
У 225 році до н. е. став членом колегії фламінів. Втім у 223 році до н. е. вимушений був скласти свої повноваження внаслідок порушення ним процедури при здійсненні жертвоприношення.
У 213 році до н. е. увійшов до колегії понтифіків. У цьому ж році став курульним еділом. Був одним з організаторів Римських ігор. У 212 році до н. е. керував коміціями з виборів великого понтифіка. Тимчасово виконував обов'язки великого понтифіка до виборів. У 211 році до н. е. Цетег став претором. Спочатку отримав як провінцію Апулію, а згодом очолив римські війська на Сицилії. Придушив збурення у військах, після чого захопив у карфагенян міста Мургантію, Ергетій, Гіблу, Мацеллу.
У 209 році до н. е. був обраний цензором разом з Публієм Семпронієм Тудитаном. Віддав в оренду кампанські землі та будівництво на форумі. Намагався обрати принцепсом сенату Тіта Манлія Торквата, але вимушений поступитися колезі й затвердити принцепсом Квінта Фабія Максима. Цензори виключили з сенату 8 сенаторів й покарали вершників, які не виявили хоробрості у війні із Ганнібалом.
У 204 році до н. е. його обрано консулом разом з Публієм Семпронієм Тудитаном. Призначив комісію для вивчення подій у Локрах, зловживань римлян у цьому місті. Як провінцію отримав Етрурію, де придушив бунтівників, яких підтримував Магон Барка. Після цього запровадив у Римі культ Аттіса. У 203 році до н. е. призначено проконсулом у Цизальпійській Галлії, де завдав рішучої поразки Магону.